# 鄒祖孔
鄒祖孔（？—？），號四可，雲南承宣佈政使司臨安府（今雲南省建水縣）人。明朝解元。

## 生平
萬曆十年（1582年）壬午科雲南鄉試第一名舉人（解元）。萬曆三十一年（1603年）任江西都昌縣知縣，任內曾封閉都昌城墻的南陽亨門。